# Люцифераза (альбом)
«Люцифераза» — третий сольный альбом Хелависы, вышедший 21 марта 2018 года (интернет-релиз).

## Об альбоме
Люцифераза в биохимии — класс ферментов, катализирующих реакцию сопровождающуюся испусканием света — биолюминесценцией. Хелависа использовала это название для своего нового вымышленного мира — планеты, наполняя её историями, образами и персонажами своих песен.
Антон Пайкес на портале "Группа Быстрого Реагирования" отмечает:

Это красивая, законченная, пронизанная тонкой лирикой работа, которая поражает отсутствием зла и «маскулинности», которая раньше присутствовала в песнях «Мельницы».— http://genefis-gbr.ru/govorim-ob-albome-khelavisy-liutciferaza/
29 декабря 2017 года состоялся релиз сингла «Поверь». 24 февраля 2018 года был выпущен официальный видеоклип на этот сингл. Осенью 2018 года ожидается выход альбома на компакт-диске.
В 2018 году по мотивам альбома Наталья О’Шей начала писать книгу с одноименным названием. «Люцифераза» была закончена и выпущена в 2020 году и выпущена издательством Livebook.

## Список композиций
| #  | Песня             | Время | Музыка                    | Текст              |
| 1  | Кракатук          | 4:38  | Хелависа, Сергей Вишняков | Хелависа           |
| 2  | Поверь            | 4:46  | Хелависа, Сергей Вишняков | Хелависа           |
| 3  | Шей               | 4:05  | Хелависа, Сергей Вишняков | Хелависа           |
| 4  | Дорога в огонь    | 4:21  | Хелависа, Сергей Вишняков | Хелависа           |
| 5  | Om Namah Shivaya  | 6:19  | народная                  | народный           |
| 6  | Улетай            | 4:11  | Дмитрий Ревякин           | Дмитрий Ревякин    |
| 7  | Как ветра осенние | 3:59  | Александр Башлачёв        | Александр Башлачёв |
| 8  | Беда              | 4:22  | Владимир Высоцкий         | Владимир Высоцкий  |
| 9  | Немного огня      | 4:22  | Эдмунд Шклярский          | Эдмунд Шклярский   |
| 10 | Дракон-2018       | 4:09  | Хелависа                  | Хелависа           |

## Участники записи
- Наталья О’Шей — музыка, тексты, вокал, кельтская арфа
- Сергей Вишняков — музыка, гитары, бас, электроника, клавишные, бэк-вокал
- Олена Уутай — звуки природы (5)
- Дмитрий Фролов — перкуссия (6)

### Над альбомом работали
- Борис Истомин — режиссер записи, сведения и мастеринга
- Роман Папсуев — обложка
- Александр Елизаров — фото
- Андрей Уваров — иллюстрации, дизайн